# Bicellaria montana
Bicellaria montana är en tvåvingeart som beskrevs av Kato 1971. Bicellaria montana ingår i släktet Bicellaria och familjen puckeldansflugor. Inga underarter finns listade i Catalogue of Life.